# 2004년 3월 한국 중부 폭설

폭설이 내린 후의 위성 사진. 한국 중부 대부분과 남부 일부가 하얗게 덮여 있다.

2004년 3월 한국 중부 폭설은 2004년 3월 4일부터 6일까지 사흘에 걸쳐 대한민국의 경기 지방을 비롯한 한국 중부 대부분과 충청 지방을 비롯한 남부 일부에 내린 폭설을 말한다. 1904년에 대한민국 기상청이 관측을 시작한 이래 3월에 내린 하루 적설량 최고 기록을 갱신했다. 5일 적설량은 대전광역시과 문경이 49.0 cm, 청주 32.0 cm, 보은 39.9 cm를 기록했다. 갑작스런 폭설로 경부고속도로 등이 마비되어 최고 37시간 동안 고속도로 안에서 발이 묶이기도 했다. 도시 기능도 완전히 마비되어 내린 눈을 다 치우는데 일주일 이상이 소요되었다. 집계된 피해액도 폭설 피해 사상 최고인 6734억원이나 되었다. 또한, 대기불안정이 매우 심하여 천둥번개도 동반하였다

## 고속도로 마비
2005년 6월 2일에 서울중앙지방법원 민사 합의 29부는 한국도로공사가 폭설로 고속도로에 갇힌 피해자들에게 1인당 30만 ~ 50만 원씩을 배상해야한다는 원고 일부 승소 판결을 내렸다.

## 같이 보기
- 2010년 1월 4일 한국 중부 폭설